# Phyllopsora rosei
Phyllopsora rosei är en lavart som beskrevs av Coppins & P. James. Phyllopsora rosei ingår i släktet Phyllopsora och familjen Ramalinaceae.   Inga underarter finns listade i Catalogue of Life.